# Altamira do Paraná
Altamira do Paraná é um município brasileiro do estado do Paraná. Sua população estimada em 2019 era de 1.942 habitantes.

## Etimologia
Altamira do Paraná recebeu esse nome em homenagem à cidade paraense de Altamira. A etimologia para o vocábulo Altamira faz o historiador Guérios saber da existência de duas variações idiomáticas do étimo: em português vem de "alta" e "mira" e no germânico vem de "Altmir", de "alt" que significa velho, esperto e "mir" que significa esplêndido, brilhante (Antenor Nascentes). Em 15 de junho de 1983, através da Lei Estadual nº 7.601, Altamira mudou de nome para Altamira do Paraná, visto o conflito de nomenclatura com o município paraense.

## História
A história do fluxo de pessoas em Altamira do Paraná é muito antiga, todavia, em linhas gerais, a região onde a cidade está situada era um vazio demográfico com a ocupação de poucas famílias.  A atividade mais destacada nesse momento foi o extrativismo vegetal, com a exploração da erva-mate e da madeira, encontradas nas florestas da região. Mais tarde surgiu uma povoação, da qual se tem registro a partir dos anos 1940.
Desde 1943, depois que Pitanga foi transformado em município emancipado de Guarapuava, a aglomeração urbana ganha uma nova sede administrativa, fazendo parte do território do município recém-criado. Em 1962, chegou na localidade a CODAL, uma companhia de colonização, que dividiu, loteou e comercializou os terrenos.
No dia 20 de novembro de 1963, o povoado de Altamira foi elevado a Distrito Administrativo, através da Lei Estadual nº 4.784, fazendo parte do recém emancipado município de Palmital. A sua emancipação de Palmital ocorreria no dia 27 de abril de 1982, pela Lei Estadual nº 7.571, aprovada pelo governador Ney Aminthas de Barros Braga. A instalação oficial ocorreu no dia 1º de fevereiro de 1983.
Em 15 de junho de 1983, através da Lei Estadual nº 7.601, Altamira mudou de nome para Altamira do Paraná, porque já existia um município no Pará com o mesmo nome.

## Infraestrutura

### Transportes
O município é servido apenas por um rodovia, sendo ela a PR-364, que liga o município a Campina da Lagoa (sentido noroeste) e a Laranjal (sentido sudeste), sendo pavimentada apenas no sentido noroeste.